# مهدي قاسم
مهدي قاسم هو لاعب كرة قدم جزائري في مركز الوسط، ولد في 8 أغسطس 1986 في مانت لا جولي في فرنسا. شارك مع منتخب الجزائر لكرة القدم. أما مع النوادي، فقد لعب مع أمل الأربعاء وريال مورسيا وشبيبة بجاية ونادي أميين ونادي غويونيون ونادي مولودية الجزائر ووفاق سطيف.

## وصلات خارجية
- مهدي قاسم على موقع قاعدة بيانات كرة القدم.إي يو (الإنجليزية)